# Governo di unità nazionale
Un governo di unità nazionale, o governo di coalizione nazionale, è un governo di coalizione che si forma in situazioni particolari di emergenza nazionale, caratterizzato dal temporaneo abbandono delle categorie di maggioranza e opposizione e dal sostegno di tutti o quasi i partiti politici, per fini e/o scopi comuni agli schieramenti contrapposti.

## Caratteristiche
I governi di unità nazionale vengono generalmente formati in passaggi transitori caratterizzati da importanti mutamenti politici o da stati d'emergenza.
Alla base della formazione del governo di unità nazionale c'è, dunque, la necessità di superare uno stato di negazione o di pericolo per le libertà democratiche nonché per l'indipendenza e l'unità della nazione, rimandando la normale gara fra idee e interessi contrapposti a quando la democrazia e la pace saranno ristabilite.
Analogamente, un governo di unità nazionale può essere giudicato necessario in momenti relativamente tragici della storia di uno Stato, come di fronte ad un'importante crisi economica o ad una grave minaccia terroristica.

## Esempi

### Italia
- Governo Ricasoli II (governo di conciliazione nazionale, nato durante la terza guerra d'indipendenza);
- Governi Boselli e Orlando (governi della prima guerra mondiale);
- Governi Badoglio II, Bonomi II, Bonomi III, Parri, De Gasperi I, De Gasperi II e De Gasperi III (governi del Comitato di Liberazione Nazionale);
- Governo Andreotti III (governo di solidarietà nazionale o governo della non sfiducia, ottenne la maggioranza grazie all'astensione del PCI di Berlinguer, in accordo al compromesso storico);
- Governo Monti (governo nato durante la crisi del debito sovrano europeo)
- Governo Draghi (governo nato durante la pandemia di COVID-19).

### Regno Unito
I governi che hanno retto il Regno Unito in momenti di grande crisi sono stati Governi di coalizione dei maggiori partiti (in lingua inglese National unity government) e si sono verificati:
- all'epoca delle guerre napoleoniche il Ministero di tutti gli Ingegni (in lingua inglese Ministry of All the Talents);
- durante la Prima Guerra Mondiale ministeri di Herbert Henry Asquith e poi David Lloyd George;
- durante la Grande Depressione il ministero di Ramsay MacDonald;
- durante la Seconda Guerra Mondiale il ministero di Winston Churchill.

### Grecia
Il governo di Kōnstantinos Karamanlīs nel 1974, nella convulsa fase di ritorno ad un governo civile, fu chiamato Governo di Unità nazionale (in lingua greca Κυβέρνηση Εθνικής Ενότητας).

### Belgio
Il governo Delacroix del 1919 fu chiamato di Unità nazionale (in fiammingo Regering van nationale eenheid).

### Lussemburgo
Anche il Lussemburgo in coincidenza con le due guerre mondiali ha avuto governi di Unità nazionale.

### Danimarca
La Danimarca ha avuto un governo di unità nazionale (in lingua danese Samlingsregering) in coincidenza con l'occupazione tedesca della Seconda guerra mondiale.

### Israele
Israele ha avuto diversi governi di unità nazionale, in cui i principali partiti rivali hanno formato una coalizione di governo. Tale coalizione è stata formata in particolare nei giorni precedenti la guerra dei sei giorni.

### Zimbabwe
Nel 2009 venne formato un governo tra ZANU-PF e MCD per far fronte alla grave crisi economica che il paese stava affrontando, l'esecutivo venne sciolto nel 2013.

## Distinzioni
Va distinto da quello di governo di unità nazionale il concetto di governo di larghe intese o di grande coalizione che, come la Germania del primo e terzo governo di Angela Merkel, nasce dalla mera constatazione dell'impossibilità di formare una maggioranza parlamentare con le sole forze politiche presentatesi come affini in campagna elettorale ovvero, come nel caso italiano del fallito tentativo di formare un governo da parte di Antonio Maccanico nel 1996, dalla necessità di provvedere in tempi relativamente rapidi alla modifica delle norme organizzative della Costituzione e della legislazione elettorale.